# Больё, Натан
Натан Э́нтони Ри́чард Больё (англ. Nathan Anthony Richard Beaulieu; род. 5 декабря 1992, Стратрой, провинция Онтарио, Канада) — канадский хоккеист, защитник.

## Клубная карьера
Первым клубом стал клуб QMJHL «Сент-Джон Си Догз», где Больё провёл 4 сезона и стал в 2011 году обладателем Мемориального кубка. В том же году защитник был выбран на драфте НХЛ клубом «Монреаль Канадиенс». В 2012 году стал игроком системы «Монреаля». Свою первую игру за «Канадиенс» провёл 30 марта 2013 года; всего в своём дебютном сезоне Больё провёл за «Монреаль» 6 игр, в которых отметился 2 результативными передачами.

## Карьера в сборной
Натан Больё вызывался в юниорскую и молодёжную сборную Канады; в составе молодёжной сборной защитник стал обладателем бронзовых медалей мирового первенства 2012 года.

## Достижения
- Молодёжная сборная:

бронзовый призёр чемпионата мира: 2012
- «Сент-Джон Си Догз»:

Обладатель Мемориального кубка: 2011